# پست کره

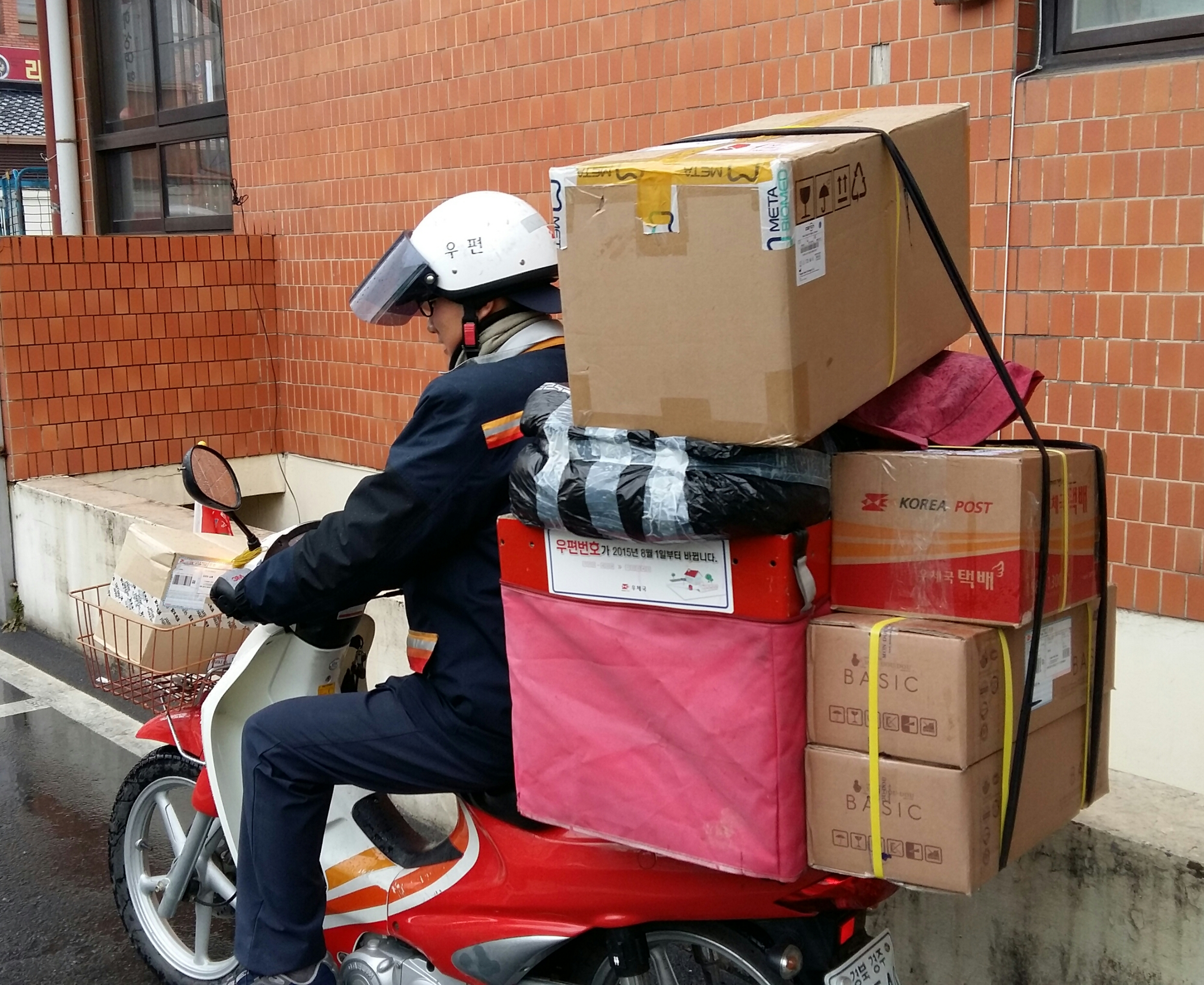
پست کره

پست کره (انگلیسی: Korea Post) شرکت دولتی پست کره جنوبی است، که در سال ۱۸۸۴ تأسیس شد.